# Soul Man
Soul Man (bra: Uma Escola Muito Louca, prt: Preto no Branco) é um filme de comédia estadunidense de 1986 dirigido por Steve Miner e escrito por Carol Black. Estrelado por C. Thomas Howell no papel principal, o filme segue Mark, um estudante de direito branco que finge ser negro para se qualificar para uma bolsa de estudos em Harvard. O nome do filme faz referência à canção homônima de Isaac Hayes e David Porter; a trilha sonora original inclui uma versão interpretada por Sam Moore e Lou Reed.
O filme gerou controvérsia na época de seu lançamento, com a maquiagem de Howell atraindo comparação com uma blackface, o que provocou protestos contra o filme após seu lançamento. Apesar da polêmica e das críticas negativas, Soul Man se tornou um sucesso comercial, arrecadando US$ 27,8 milhões contra um orçamento de US$ 4,5 milhões.

## Enredo
Mark Watson é o filho mimado de uma família rica que está prestes a cursar a Faculdade de Direito de Harvard junto com seu melhor amigo Gordon. Infelizmente, o psiquiatra neurótico de seu pai convence seu paciente a se concentrar em sua própria felicidade em vez de gastar dinheiro com o curso de seu filho. Mark tem um empréstimo estudantil negado pelo banco e a única bolsa de estudos que ele vê ainda com vagas abertas é a para afro-americanos. Ele decide trapacear usando pílulas de bronzeamento (de um colega de Mark que estuda química), em uma dose maior do que a prescrita, para parecer um afro-americano. Mark então parte para Harvard, acreditando ingenuamente que os negros não têm problemas na sociedade americana.
No entanto, uma vez imerso na vida de um estudante negro, Mark descobre que o preconceito e o racismo realmente existem. Ele conhece uma jovem estudante afro-americana chamada Sarah Walker, com quem ele inicialmente apenas flerta; gradualmente, no entanto, ele se apaixona genuinamente por ela. Em um de seus encontros com Sarah, ela menciona que ele recebeu a bolsa de estudos para a qual ela estava concorrendo no último minuto. Devido a isso, ela não só tem que lidar com suas aulas, mas também trabalhar como garçonete para pagar a faculdade, além de sustentar a si mesma e seu filho George.
Lentamente, Mark começa a se arrepender de sua decisão, pois continua a ter problemas por causa de seu tom de pele. Após sofrer um enquadro policial quando dirigia, Mark é detido e é preso numa cela com outros detentos desleixados e sem educação que descontam sua frustração em Mark por conta de uma derrota de seu time para atletas negros, agredindo-o. Ele também sofre de assédio sexual de Whitney, a filha do dono do apartamento que ele aluga, que está ansiosa para explorar o que ela percebe ser a emoção "exótica" de dormir com um homem negro.
Depois de um dia caótico em que Sarah, seus pais (que não sabem de sua vida dupla) e Whitney fazem visitas surpresa ao mesmo tempo, Mark abandona a farsa e se revela publicamente como branco. Ele fica surpreso ao descobrir que muitos estão dispostos a perdoá-lo depois de considerar suas razões para isso, mas Sarah fica furiosa. Mark tem uma conversa particular com seu professor, revelando-o que aprendeu mais do que esperava, admitindo que ainda não sabe como é ser negro porque ele poderia ter voltado a ser branco a qualquer momento.
Mark perde sua bolsa de estudos, mas consegue um empréstimo do banco (embora com juros altos). Ele vai até Sarah e implora por outra chance, com a qual ela concorda após Mark defendê-la, junto de seu filho, quando dois garotos brancos contam uma piada racista na frente deles.

## Elenco
- C. Thomas Howell como Mark Watson
- Rae Dawn Chong como Sarah Walker
- Arye Gross como Gordon Bloomfield
- James B. Sikking como Bill Watson
- Leslie Nielsen como Sr. Dunbar
- James Earl Jones como Professor Banks
- Melora Hardin como Whitney Dunbar
- Julia Louis-Dreyfus como Lisa Stimson
- Maree Cheatham como Dorothy Watson
- Wallace Langham como Barky Brewer
- Max Wright como Dr. Aronson

## Produção
O produtor Steve Tisch ofereceu o papel de Mark Watson a Anthony Michael Hall, Tim Robbins, Anthony Edwards, Val Kilmer e John Cusack, todos os quais recusaram. A estrela C. Thomas Howell disse mais tarde: "quando fiz o filme, não entrei nele com a ideia de que tinha a responsabilidade de dar uma lição à América. Entrei nele porque era um ótimo roteiro. Era tão bem escrito, tão engraçado e, infelizmente, muito verdadeiro. Muitas das experiências pelas quais esse cara passa, talvez ele não tivesse passado se fosse uma pessoa branca, mas quando ele é negro, é uma experiência muito diferente".
Ron Reagan, filho do então presidente estadunidense Ronald Reagan e da primeira-dama Nancy Reagan, teve um pequeno papel no filme.

## Recepção

### Controvérsia
O filme foi amplamente criticado pelo uso de maquiagem para fazer um ator branco parecer afro-americano, o que muitos alegaram que poderia ser enquadrado como um blackface. Membros da Associação Nacional para o Progresso de Pessoas de Cor, a NAACP se manifestaram contra o filme enquanto um grupo de estudantes afro-americanos da Universidade da Califórnia em Los Angeles organizou um piquete em frente a um cinema onde Soul Man estava sendo exibido.
O presidente da NAACP, Willis Edwards, declarou na época: "Nós certamente acreditamos que é possível usar o humor para revelar o ridículo do racismo. No entanto, o ponto da trama nada engraçado e muito sério de Soul Man é que nenhum estudante negro poderia ser encontrado em toda Los Angeles que fosse academicamente qualificado para uma bolsa de estudos voltada para negros".
Ao defender o filme, Tisch o comparou a Tootsie (1982), que apresentava um homem se passando por mulher para progredir na carreira: "Ele usou a comédia como um dispositivo para expor estereótipos sexuais. Acho que Soul Man usa isso para explodir estereótipos raciais".
O filme foi visto pelo presidente dos Estados Unidos Ronald Reagan e a primeira-dama Nancy Reagan em Camp David. "Os Reagans gostaram do filme e gostaram especialmente de ver seu filho Ron", disse um porta-voz da Casa Branca na época.

### Recepção crítica
Polêmicas à parte, o filme foi criticado pelos críticos. Soul Man tem uma taxa de aprovação de 17% no Rotten Tomatoes baseado em 24 avaliações. Roger Ebert deu a Soul Man uma de quatro estrelas em sua crítica, escrevendo que a premissa principal "é uma ideia genuinamente interessante, cheia de possibilidades dramáticas, mas o filme a aborda no nível de uma sitcom estúpida".

### Desempenho comercial
Apesar da controvérsia e da má recepção dos críticos, o filme se tornou um sucesso de bilheteria. Em seu fim de semana de estreia, Soul Man estreou em terceiro lugar, atrás de Crocodilo Dundee e The Color of Money, com US$ 4,4 milhões arrecadados. No final de seu circuito teatral, Soul Man somou US$ 27,8 milhões no mercado interno.

## Legado
Mais tarde, Chong, a atriz que interpretou Sarah em Soul Man, defendeu o filme, dizendo sobre as polêmicas envolvendo racismo:
Só foi controverso porque Spike Lee teve envolvimento [na má reputação do filme]. Ele nunca tinha visto o filme e ele simplesmente o abominou... Ele não queria nem saber ou ouvir nossos argumentos. Se você assistir ao filme, ele está realmente fazendo os brancos parecerem estúpidos... [O filme] é adorável e não merecia [passar por] isso... Eu sempre tentei ser uma atriz que estava fazendo um papel de uma personagem versus o que eu chamo de "blackting", ou interpretar minha raça, porque eu sabia que eu iria falhar porque eu era mestiça [Chong é de ascendência africana, chinesa e europeia]. Eu era a mocinha negra da história com certeza, mas eu não representava isso muito bem por conta da minha cor mais clara, e isso ofendia pessoas como Spike Lee, eu acho. Ou você é militante ou não é, e ele decidiu apenas atacar. Eu nunca o perdoei por isso porque realmente me machucou. Eu não percebi [na época] que não empurrar a agenda afrocêntrica iria me afetar tanto. Quando você começa a se sair bem, as pessoas começam a dizer que você é um Tom [como um Tio Tom] porque você é aceitável.
Lee respondeu dizendo: "Na minha carreira cinematográfica, qualquer comentário ou crítica nunca foi baseado em ciúmes".
"Um homem branco usando blackface é tabu", disse Howell, ainda declarando: "A conversa acaba a partir disso, você não pode contra-argumentar. Mas nossas intenções eram puras: queríamos fazer um filme engraçado que tivesse uma mensagem sobre racismo".
Howell posteriormente concluiu:
Estou chocado com o quão verdadeiramente inofensivo esse filme é, e como a mensagem antirracista envolvida nele é tão prevalente... Este não é um filme sobre blackface. Este não é um filme que deve ser considerado irresponsável em nenhum nível... É muito engraçado... Ele me deixou muito mais ciente dos problemas que enfrentamos no dia a dia e me deixou muito mais sensível ao racismo... É um filme inocente, tem mensagens inocentes, e tem algumas mensagens muito, muito profundas. E eu acho que as pessoas que não o viram e que o julgam estão terrivelmente erradas. Eu acho que isso é mais ofensivo do que qualquer coisa. Julgar algo que você não viu é a pior coisa que você pode realmente fazer. Na verdade, Soul Man meio que representa isso do começo ao fim. Eu acho que é um filme realmente inocente com uma mensagem muito poderosa, além de ser uma parte importante da minha vida. Estou orgulhoso da performance, e estou orgulhoso das pessoas que estavam nele. Muitas pessoas me perguntam hoje, 'Esse filme poderia ser feito nos dias atuais?'. Robert Downey Jr. simplesmente fez isso em Tropic Thunder! A diferença é que ele estava apenas interpretando um personagem em Tropic Thunder, e não havia nenhuma lupa sobre o racismo, que é tão prevalente em nosso país. Acho que é isso que deixa as pessoas mais desconfortáveis sobre Soul Man. Mas acho que é um filme importante.
Downey Jr. fez referência a Howell e Soul Man ao abordar a potencial controvérsia sobre seu papel em Tropic Thunder: "No final das contas, é sempre sobre o quão bem você se compromete com o personagem. Se eu não achasse [o papel em Tropic Thunder] moralmente correto, ou que fosse facilmente interpretado como se eu fosse apenas C. Thomas Howell [em Soul Man] eu teria ficado em casa".
A banda de mathcore estadunidense Botch tem uma faixa chamada "C. Thomas Howell as the 'Soul Man'" em seu álbum We Are the Romans lançado em 1999.

## Mídia doméstica
Soul Man foi lançado em DVD em 19 de março de 2002, pela Anchor Bay Entertainment. Os bônus especiais do disco incluíram um trailer teatral e um teaser, junto com um comentário em áudio de Miner e Howell. Em 20 de novembro de 2007, foi relançado pela Anchor Bay em um lançamento duplo junto com o filme Fraternity Vacation (1985). Em 20 de outubro de 2011, foi lançado pela Image Entertainment como um filme duplo com 18 Again! (1988).